# Rachel Maddow

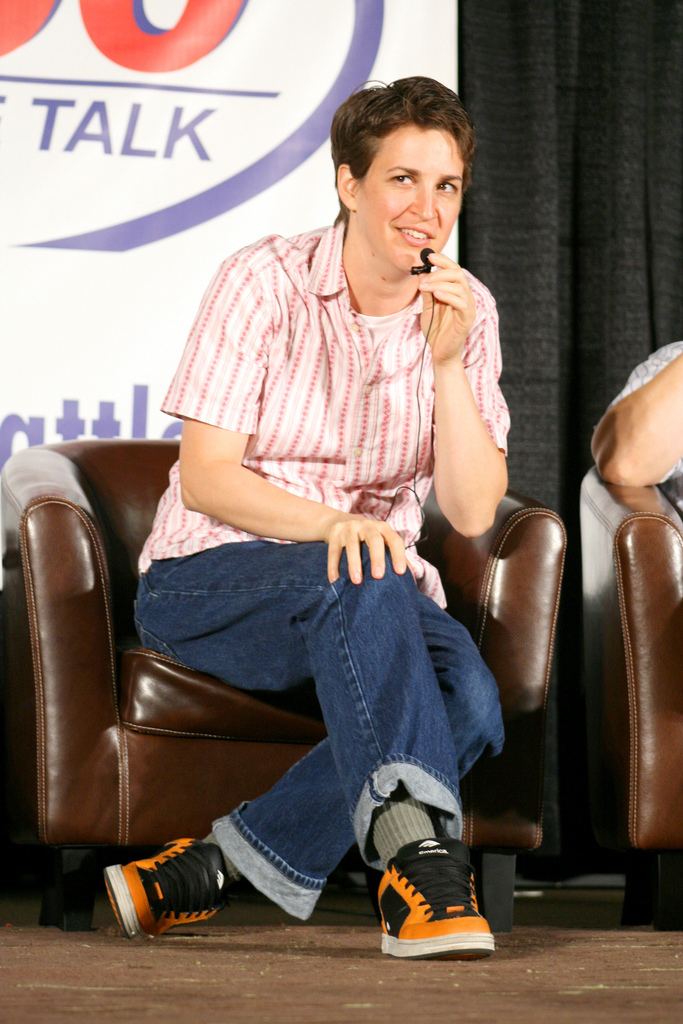
Rachel Maddow, 2008.

Rachel Anne Maddow (Castro Valley, 1 april 1973) is een Amerikaanse radio- en televisiepresentator en politiek commentator. Ze presenteert dagelijks The Rachel Maddow Show op MSNBC.

## Levensloop

### Opleiding
Maddow studeerde in 1994 af in beleidswetenschappen aan de Stanford University en verkreeg de prestigieuze Rhodesbeurs om haar studie te vervolgen aan Lincoln College van de Universiteit van Oxford. In 2001 promoveerde ze daar in politicologie op een proefschrift getiteld HIV/AIDS and Health Care Reform in British and American Prisons.

### Carrière

#### Radio
Maddow begon haar mediacarrière als radiopresentator. Ze was aanvankelijk co-host, maar kreeg in 2005 haar eerste soloprogramma op het station Air America, The Rachel Maddow Show, dat elke werkdag drie uur live vanuit New York werd uitgezonden. Haar overstap naar televisie in september 2008 betekende niet het einde van haar radiowerk, maar het programma werd wel met een uur ingekort. In februari 2009 werd het radioprogramma met nog eens een uur gereduceerd.

#### Televisie
Maddow startte haar televisiecarrière in 2005 als politiek gastcommentator voor CNN en MSNBC. In april, mei en juli 2008 viel zij incidenteel in voor anchor Keith Olbermann en boekte daarbij spectaculaire kijkcijfers. Ze kreeg haar eigen programma op 8 september 2008, waarmee MSNBC voor het eerst in haar bestaan tijdens primetime hogere kijkcijfers behaalt dan CNN.

### Privéleven
Maddow heeft één oudere broer, David. Ze woont in Manhattan en Massachusetts met haar partner Susan Mikula.

## Politieke opvattingen
Maddow wordt omschreven als een ‘links liberaal in de meest pure, radicale betekenis van het woord’, al is ze zelf van mening dat ze er genuanceerdere opvattingen op nahoudt. Ondanks haar politieke overtuiging heeft ze tijdens de presidentsverkiezingen van 2008 de kandidatuur van Barack Obama niet formeel gesteund. Haar negatieve houding ten aanzien van diens opvolger president Donald Trump heeft ze echter altijd duidelijk gemaakt.

## Prijzen en eervolle vermeldingen
(Niet volledig)

### 2008
- Vermelding in de ‘Out 100’ (een lijst van homoseksuele mannen en vrouwen die invloed uitoefenen op de Amerikaanse cultuur) van het tijdschrift Out magazine.[3]
- ‘Lesbian/Bi Woman of the Year (American)’, AfterEllen.com’s Visibility Awards.[4]

### 2009
- Gracie Award (een prijs voor Amerikaanse vrouwen op radio en televisie).[5]
- Nominatie GLAAD Media Award in de categorie ‘Outstanding TV Journalism Segment’.[6]
- Proclamation of Honor van de senaat van Californië.[7]
- Vermelding in de Annual Power 50 List van Out magazine (nummer 4).[8]
- Vermelding op de lijst ‘Forty under 40’ van openlijk homoseksuele professionals van The Advocate.[9]
- Nominatie Television Critics Association Award.[10]

### 2021
- Grammy Award voor Best Spoken Word Album (beste gesproken woord-album) voor Blowout: Corrupted Democracy, Rogue State Russia, and the Richest, Most Destructive Industry on Earth.[11]